# スカイブルー (漫画)
『スカイブルー』は、小林大樹による日本の漫画作品。『月刊少年ガンガン』（スクウェア・エニックス）にて、2010年7月号から2012年3月号まで連載された。

## あらすじ
ある日、世界各地で七色の流星群が目撃された。同じ日、交通事故で瀕死の重傷を負った風見天晴は、意識の中でスカイブルーと名乗る「何か」に出会う。そして彼らは、世界規模で進む大きな争いの渦に巻き込まれていく…。

## 登場人物

### 主要人物
風見天晴（かざみ あまはる）
本編の主人公。黒の短髪と右目の瞼に刻まれた古傷が特徴。物凄い極道面の不良で喧嘩が強く、にわかには信じがたい内容の様々な武勇伝を残しており、「リアル格ゲーキャラ」と学校の生徒からは恐れられている。右目の古傷も喧嘩の際に負った物。他人から干渉されることを何より嫌う。交通事故で瀕死の重傷を負った際、スカイブルーの宿主となる。スカイブルーのエネルギーを用いて戦闘する際には髪の色が空色に変色する。
幼少の頃、原因不明の爆発事故で家族全員を亡くした過去を持つ。他人からの干渉を嫌うのはそのためで、家族のために泣かなかったことをずっと後悔していた。
前述のように数々の武勇伝を持ち、その身体能力が常人を上回るほか、激痛に耐え、殺意が相手に言語として伝わるほどの精神力の持ち主。
スカイブルーの宿主となってからは、何かといがみ合いつつも徐々に理解を深めようと努力はしているようである。また、スカイブルーの力で、驚異的な生命力を持つ（瀕死の重傷も3日で完治する）。感覚がつながっていることを利用し、スカイブルーへの突っ込みはもっぱら自分を殴るものとなっており、端から見るとかなりの奇行を行っている（本人も「一人どつき漫才」と称している）。
アンネからは「天晴くん（あっぱれくん）」と呼ばれている。
つい最近まで喧嘩に明け暮れていたせいで携帯電話の使い方が分からず、また、カラオケについても名前しか知らない。これらも相まってコミュニティ能力に欠け、スカイブルーからはしばしば「かわいそうなヤツ」と称される。素直に感情を吐露することも苦手で、唯一攻撃的な感情だけは脊髄反射的に出てしまう。その反面、スカイブルーと出会って以降は仕掛けられなければ手を出すことは稀であり（イラつくと危険な言動や脅しは行うが）、また、アンネを通じて少しずつ人と接することへの抵抗感も減っていく。
後の王紅玉との戦闘で左胸を凝縮剣によって貫かれて致命傷を負うが、スカイブルーによって治された。この時以降、天晴は髪が白くなっており、天晴とスカイブルーとの境が曖昧になっている。また、再生した右腕・心臓には傷跡が残り、力を発動させるとそこからエネルギーが漏れ出す。
復活後は「色彩戦争を終わらせる」ため、すべての色彩能力者と対立する覚悟を決める。
自分を恐れず敵意も見せず接してくれたアンネに惚れている。
主な技は「波動コマンド」「波動コマンド弱」など。
スカイブルー
カラーズの一人であり、もう一人の主人公。空色の長髪を三つ編みにしている。中性的な顔立ちで、空色の和服を着ている。交通事故で死にかけていた天晴に宿ったエネルギー体。自分の名前と天晴の名前以外のことは何も知らない。普段は天晴の意識の中で彼と会話する。口癖は「〜していい」（FG掲載読み切り版では「〜と思う」）。
基本的には飄々とした物言いで、つかみ所のない性格をしている。また、冷静あるいはやや一歩引いた物言いも多い。地球上の物質の情報を得るために何かと口出ししたり、天晴の身体を使い積極的に行動するなど好奇心も旺盛。天晴の身体と感覚を共有している。かなり自分勝手でドSな言動をする事も。しかし、天晴とは強い絆が存在し、日頃は下らないことで対立することがあっても、根っこでのつながりは強固。
天晴が意識を失うと表に出てくる。驚異的な生命力とエネルギーを宿しており、有事の際はエネルギーを空色の波動にして放出する。能力発動時のエネルギーの描写は電気あるいは雷のそれであり、最大出力では夜空を青空に変えるほど強大。
作中でも唯一アンネの味覚に耐えられる存在であり、そのあまりのまずさに興味を持ってしまった（本人は気に入ったとも発言している）。そのため、天晴がアンネとデートした際には一口目でダウンした天晴に代わり、そのあとのデートを代行していた。
紅玉戦敗北後、天晴と融合する。そのため、以前よりさらに強固な結びつきと力を得る。また、「色彩戦争をもっとも穏便に解決する方法」として「カラーズの意志による棄権」を提案する。
灰岡アンネ（はいおか アンネ）
ヒロイン。天晴のクラスの委員長で、不良たちのリーダーで、大富豪の娘。かなり天然で、トラブルに巻き込まれやすい。
味、方向、歌唱力などに対して「オンチ四重苦」を持っている。いずれの音痴も強烈だが、中でも味オンチは相当なもので、彼女が作る弁当は「宇宙味覚弁当」と呼ばれ、見た目からは想像できないほど不味い。料理の練習はしているらしいが、そもそもの味覚がずれているので余計に悪化する一方だった。
また、方向オンチに関しては、家の近所であっても普段通る道でなければ確実に迷うほどである。
「オンチ四重苦」のせいで孤独を感じていたが、自分の料理を初めて全部食べてくれた天晴（正確にはスカイブルーが強引に食わせた）に感動し、友達になる。もっとも、それ以前から彼に興味は持っており、どんなきっかけでもきっと話かけていたと述懐している。
養女である生い立ちと義兄のハイジからの嫉妬による暴言の影響で、自分が真に周囲から愛されているのか不安に思っていた過去から、常に「いい子」であるよう振舞ってきた。ハイジからはそんな姿勢を「偽善者」と蔑まれるが、スカイブルーからは「偽善だろうとなんだろうと灰岡アンネは前向きだ」と称される。
麻雀がものすごく強い。これ以外にも様々な理由があるようで、なぜか不良たちからは強いカリスマ性のある存在になっている。
紅玉戦後は出番がないまま終了してしまい、その後どうなったのかは不明。

### カラーズ
スカイブルー
もう一人の主人公。上記を参照。
アッシュグレー
天晴らの前に現れた最初のカラーズ。宿主は灰岡ハイジ。黒と白の縞模様の服を着ていて、腕も同じような模様をしている。「アッアッアッ」と笑う。相手を徹底的にいたぶり、叩き潰さなければ気のすまない、プライドの高い性格。
強力な念動力を操り、人体を捻じ曲げたり弾き飛ばしたりできる。スカイブルーを「同類」と呼び、彼の力を「拙い」と評する。スカイブルーのエネルギー描写が無意識下で雷・電気のような形として発現しているのに対し、彼は明確に「手」をイメージとして用いることが多い。
ハイジを唆して自分の宿主とすることで、力を高めていた。その一方、ハイジに対して異様なまでに過保護である。ハイジの歪んだ性格を利用して天晴とスカイブルーを攻撃させるが、2人の捨て身の攻撃でハイジが戦闘不能になったうえ、スカイブルーの諫言でハイジの信頼が崩されそうになったため、彼の意見を聞かずに身体を乗っ取る。その後、同じく戦闘不能に近い状態となった天晴らに単体で襲いかかり、すんでの所まで追い詰めるがスカイブルーのエネルギー波による攻撃をまともに食らい、爆発した。
現在は入院中のハイジの中で回復に努めているらしい（アンネから聞いた話による天晴の予測）。また、家電製品を愛好しており、天晴らの前に現れた時にはクーラーをほめたたえ、ハイジの治療中にも彼の体を借りて家電量販店のチラシを眺めている。
ルビーレッド
王紅玉に宿る、真っ赤な髪と瞳を持ち、真っ赤なコートで身を包んだ少女。その美しさはあらゆるものを魅了する。サークレットからは赤い角らしきものが生えている。他のカラーズと違い、普通の人間でも見ることができる。彼女は実体化だけでなく物質化もしているようで、戦闘後に疲弊していたとはいえ嫉妬からの行動で人間離れした身体能力を持つ紅玉を気絶にまで追い込む傷を与えた。
普段は目を閉じているが、能力を発動する際は両目を開く。その瞳はアスタリスクに似た模様が存在する。高層ビルを軽々と切断するほどの力を持つほか、宇宙空間にある衛星を切り裂くほどの力も持つなど、スカイブルー・アッシュグレーなどとは比べ物にもならない実力者。実際、彼女はスカイブルーをあまりにも「弱い」と評している。彼女のエネルギー描写は鋭い形になるものが多く、技も基本的に切断・貫通の性質を持つ。
宿主である王に恋愛感情ともとれるアプローチをしており、彼と二人きりになった時は積極的になる。また非常に嫉妬深く、紅玉が誰かを誉めたり異性と接しているだけで、双方へ攻撃的な感情を見せる。ただし、それらでの攻撃的な動作は主に紅玉に向くことが多い。それ以外では基本的に勝手気ままな少女であり、愛する相手に一途である。
面識がないはずの天晴の夢に登場したことがあり、その際、天晴の家族が巻き込まれた爆発事故にカラーズが関与していることを示唆した。
ストロベリー
ピンク色の服（パジャマに似ている）を着た道化師のような姿をしている。宿主は豊野果雷峰。いつもは半眼かつ眠たげに見えるが、見かけによらず漢気に燃える性格で、強いものには敬意を表し、弱い者には宿主であろうと容赦なく攻撃を加える。ある意味で非常に教育熱心でそのさまを天晴は「アッシュグレーの真逆か」と評した。好物は芋、嫌いな言葉は「長いものには巻かれろ」。ただし、全力を以てぶつかり敗北した相手には己の処遇を委ねるなど、潔い部分もある。
エネルギーを球状にしていくつにも分散させ、それをぶつけて爆発させる能力を持つ。その際の形状は電気の塊のようなものであり、若干スカイブルーと似たものとなっている。
好物は芋（おそらくサツマイモ）。そのハマりようは雷峰が彼のやる気を引き出す条件に、「一週間芋のみを食する覚悟がある」と切り出すほど。また、気に入ったものや感服したものに対して「芋」をつけて呼ぼうとする癖がある（例：天晴→芋晴など）。
ウルトラマリンブルー
瑠璃に宿る、乙姫のような服を纏う人魚の姿をしたカラーズ。基本的にネガティヴで、宿主の瑠璃の行動に対しても批判的。また、瑠璃に「じめじめ」と評される湿っぽい性格でもある。この名前負けした性格を気にするほど繊細なため、瑠璃からは怒鳴られることが多い。打ち切りに伴い活躍が削られたため詳細は不明であるが、「瑠璃ちゃんの周りだけ熱帯並みの湿度にしちゃる…」という発言から、水や空気中の水分に関わる能力を持つと考えられる。
金（個体名不明）
インドネシア圏のデザインのお面をかぶった小柄なカラーズ。宿主は足利照光。ほとんどしゃべることはなく、どこかに腰かけていることが多い。
有する能力は「人民統制」。エネルギーを電磁波に変え、人間の深層心理に干渉する。有効範囲は国土全域に及ぶため、かなりの手練と思われる。
緋色（ヒロ）
五十嵐五十郎に宿る、鬼の面を額につけたやくざ風の恰好をした青年。熱血で短気な性格だが、それ以上に宿主への強い忠誠心を持ったカラーズ。宿主の意向を第一に考え犠牲も躊躇しない狂信的な性格であるが、勢い余って宿主の湯飲みを放ってしまうそそっかしさもある。だが、腕っ節の強は色彩戦争対策機関でも屈指。
能力は「50＋50の軍隊（ワンハンドレットアーミー）」。エネルギーを具現化し総勢100体の兵士を生み出す、作戦の要となる力。これらの兵士は変身機能も備えており、人間のふりをして活動することが出来るほか、ある程度の自立性や人間以上の身体能力も備える。また、自らも鬼のマスクをかぶった様な戦闘形態へ移行し、肉体や炎状のエネルギーを駆使した戦闘スタイルをとる。
カナリア
善知鳥心矢に宿る、眼鏡とセーターが特徴的な妖精の少女。宿主同様に神経質で細かいところにこだわる、論理的でドライな性格。宿主同様に眼鏡を押し上げる癖があり、気持ち悪いほどに息が合っている。
能力は「以心伝心」。テレパシーとサイコメトリーを合わせたような強力な能力で、あらゆる事象から望む情報を取り出せる。
アスファルト
綾小路アレクシアに宿るカラーズ。ライオンと犬を足して割ったような獣が執事服を着たような姿をしている。冷静かつ感情の薄い性格であり、口数も多くはない。宿主が自らの名前を間違えた際には訂正するが、それ以外では事務的なことしか口にしていない。
有する能力は「研究の迷宮（ラボラビリンス）」。彼自身の特性よりも宿主の特性を反映させた（曰く、趣味に使い倒した）能力。非常に多機能だが同時に非常に不便な能力とされる。一種の亜空間のようなものを作り、管理する能力と見られる描写があるが、全貌は不明。能力発動の際には具現化した鍵で空間をまたぐ模様。
白緑
“妹様”に宿っている、エルフ耳のだらけた青年。常に飄々とし、軽い笑みを浮かべる。着やすい口調から一見すると接しやすいように見えるが、根はかなりドライ。笑顔で「殺しに必要なのはノリ」などと口にする、過激なカラーズ。だが、個人的な感情ではあるが雷峰を気に入り救おうとする場面があり、一概に冷徹な人物とはいえない。色彩戦争対策機関では妹様に憑依し、人材勧誘および危険因子抹殺を担う。
　固有の能力は不明。発揮した範囲では全身に光を纏った身体能力強化のみ。
ストロベリー・ヒロからは毛嫌いされている。
まや、宿主を妹様と呼ぶように、自らと宿主の関係を「兄妹」と評するが、詳細は不明。基本的に妹様の意向を組むことが多い。
オックスブラッド
景生牛丸に宿る、異形のカラーズ。シダのような角と不気味な文様が特徴的な、ワンピースを纏う女の姿をする。非常に寡黙なカラーズであり、一切言葉を発することがない。しかし、宿主とはそれなりの信頼関係がある模様。なお、「夜」の人格たちが目覚めた時、彼女はそれらに食い壊されているような描写があり、緊急時の人格以外では存在を出現させていない。
有する能力「B級パニック」は彼女よりも能力者の特性に起因する（詳細は景生牛丸の項目にて）。だが、それを抜いても彼女自身が非常に強い。
フレイム
発火能力者に宿っていたカラーズ。間延びした喋り方をする、髭のあるコミカルなランプの精のような姿をしている。能力者の才能を伸ばすタイプであったらしいが、詳細不明。白碌に宿主が殺され消滅した。
「銀」からの襲撃者のカラーズ（仮称）
「銀」と呼ばれる何者かにつき従っていた四名の色彩能力者に宿っていたカラーズ。いずれもそれ相応の力を持っていたが、紅玉の勧誘および抹殺に際し、ほぼ全員が死亡あるいは敗北する。チョウと呼ばれた者には妖精型の「蝶型のパーツを集めて分身や物質を生み出す」カラーズ、サルファーには「転送能力」を持つ（あるいは強化した）形状不明のおそらく硫黄色のカラーズ、ピーコックには「感覚への高度なハッキング能力」を持つクジャクの羽根型のカラーズ、リーダー格の男には名称形状不明の「物質の形状などを操作」するカラーズが宿っていた。
犯罪者のカラーズ（仮称）
雷峰をテストするために、白緑が誘いだし追い詰めた色彩能力者のカラーズ。ゆったりした服とヘルメットをかぶったような頭部が特徴。衝撃はあるいはエネルギー弾を打ち出す能力を持っていたが、詳細不明。

### 色彩能力者
風見天晴
上記。
灰岡ハイジ（はいおか ハイジ）
アンネの義兄。警察官。アッシュグレーを宿している線の細い青年。
幼い頃から超能力を持ち、その能力をテレビで披露したりと一時は人気者となった。しかし、ブームが去ると超能力よりも現実的な人間としての能力を求められるようになり、理想と現実の中で激しく葛藤した。もともと強かった欲望がひねくれ、それ故に歪んだ自己愛が芽生えてしまい、自分を「特別扱い」してもらうことを望んでいる。
こういった状況となる原因を作り出した（とハイジは思っている）アンネには異常なまでの憎悪を持っており、いつ自分の手で殺すかということさえ考えていた。彼自身の行動は能力とアンネへのコンプレックスが主体であり、過去にはアンネにトラウマを植え付けている。
自分に逆らうものは徹底的に屈服させることを何より好み、そのためには殺人すら厭わない。しかし自分の力をもってしても敵わない相手に対しては、子供のように怯え泣き喚く。
アッシュグレーが敗れた際には瀕死の重傷を負ったが、彼のおかげで一命は取り留めている。ただし、あまりの衝撃からそれ以降は精神的な退行を起こしているようで、後にアッシュグレーが見せた精神世界での彼は1歳に届くかどうかの幼児の姿であった。
スカイブルーからは今までの行動から「人間のクズ」呼ばわりされている。
王紅玉（おう こうぎょく）
ソフトウェア会社レッド元社長。16歳。中国人のような名前だが、出身国は日本。ルビーレッドを宿している。
エンジニア界に於いて「神童」と呼ばれる存在であり、わずか4年にして自らが起業した会社を世界トップにまで上り詰めさせた。しかしその直後、色彩戦争の勃発を予告すると共に、ルビーレッドの力を使って会社を破壊した。
自分をドS且つドMと称し、強者に攻撃されることに対しては「嬉しい」と感じるらしいが、一方弱者へは加虐嗜好を表し、笑顔を浮かべながら気まぐれで人を殺す。同時に、周囲のあらゆる人間とは異なる感性・思考（天晴曰く「他人との共通認識が生まれない」「ズレてる」）に孤独感を抱いてもおり、そのことを満たしてくれるものを探している。その中でも、かつて一瞬でも自分と周囲を同じ感情にしてくれた天晴を気に入っており、彼に対しては一種狂信的なまでの好意と興味と信頼を彼なりに抱いている。また、本人曰く肉体を構成するものは人間と変わらないらしいが、スカイブルーからは人間かどうかも怪しいと評されている。
上述の通り、人間の姿をしながら人間とは思えないと評されるほどの存在。生まれてすぐに強い自我と意識を持ち、ルビーと出会うまでは力を抑えて生活してきた（それでも天晴が一度として喧嘩を挑み勝てたことがない）。そのため、純粋な身体能力だけでエネルギーを使っている天晴と互角の戦闘をこなし、エネルギー解放後からは優勢、さらに色彩融合発動後からは圧倒するほど。複数の色彩能力者相手に感覚などのハンデを負わされてなお、遊びでダメージを受けつつ圧勝している。そのため、作中でも最強に近い存在であるが、すでに一度『魔女』と呼んでいる色彩能力者に首を落とされたことがあるらしい。また、基本的に睡眠をとる必要がなく、本編時間軸においては数年は睡眠を必要としていないらしい。
かつて天晴の地元で不良グループのトップを務めており、「ジョナサン」と呼ばれていた。かつての事件もあり、天晴が最も嫌いな名前。
天晴との再会と決闘の後、四名の「銀」の配下の襲撃を受けそれを難なく終わらせ、海外へと向かう。ルビーとともに色彩能力者の殺戮と戦闘を楽しむとともに、自らを一度殺した『魔女』に報復する予定。その後はハワイなどを転々とし各地で色彩能力者を狩り続けている。
作中では「人間のクズ」と評されたハイジ以上に酷い「出来過ぎた悪（クズ）」という評価を受けている。
主な技は衛星すら両断する射程と威力を誇る光線「閃紅切断（ルビーフォトンレーザー）」、ルビーを剣とした触れるだけで裂く魔剣「凝縮剣ルビー」、ルビーと完全融合する「色彩融合」、閃紅切断を放てる盾型の武装を作る「紅殻作動」など。本作のキャラクターの中でも圧倒的に多彩な能力を操れる。
豊野果雷峰（とよのか らいほう）
不良グループトップの二代目「ジョナサン」。中学生ぐらいの少年。ストロベリーを宿している。
ストロベリーの力で紅玉から二代目を襲名した。紅玉と因縁のある天晴を倒すことで、名を上げようとしている。しかし無視されたりすると必死になり、また実際の戦いへの覚悟も薄い子どもっぽい（ある意味で非常に現実的な）性格。本来は気弱な性格であるが、手にした能力で何とか体裁を保っている。
ちなみにストロベリーの技にも名前を付けているが、完全に中二病である。かつて不良たちに奴隷としてこき使われていた時に、天晴に救われたことがある（自身も殴り飛ばされていたが）。そのため、天晴に対してはある種の憧れと信頼を抱いており、のっぴきならない状況に陥った時は彼に頼ることを手段の一つとしてあげる。
二代目ジョナサンとして、ストロベリーと共に天晴と戦うが、適わず敗北。スカイブルーの力を使った天晴により、ビルの屋上まで殴り飛ばされてしまう。その後、その場に居合わせた紅玉に頭部を踏み潰された。その後、色彩戦争対策機関に拾われ厨二組織入りの夢を叶えるも、犯罪色彩能力者殺害命令に恐怖し脱走する。逃げた先で出会った景生牛丸の緊急時人格と出会い、頼られたこと（と「銀」の部下の電話）で「彼女を守る」と決めるも、「夜」の人格に襲われ一度死亡する。が、その後復活し、命を奪った牛丸を再び守ろうとする。
主な技は爆裂光球「雷獄拳（ヘルズ・ボルツ・ボム）」とその応用技「雷獄火山」、第三の目として機能する光球「雷の目（サンダーサードアイ）」など。
瑠璃
九弁で話すヤンキー風の女子大生。ウルトラマリンブルーを宿す。
非常に短気かつ単純で一直線な性格の持ち主で、久々の帰郷の際に色彩戦争の被害を受け倒壊した我が家の仇のため、いきなり家を飛び出す。その性格をウルトラマリンブルーに嘆かれるが、湿っぽくネガティヴな相棒に反論している。打ち切りに伴い活躍もないままフェードアウトしてしまっている。一応、登場しなかった理由として「財布を持ってき忘れた」というものが単行本の余白部分のおまけで見ることが出来る。
足利照光
「あなたの党」党首にして日本国総理大臣。金を宿している。
色彩戦争対策機関メンバーその1にして創立者。
非常にまじめで正義感の強い人物。結成わずか10年の「あなたの党」を与党にし、42歳の若さで一国の長に上り詰めるだけの実力とカリスマを持つ。が、同時に天晴に接触を図る際にはアニメキャラのお面を被って説教するなど、お茶目な面もある。
色彩戦争によって起こる被害などを鑑みて、色彩戦争に反対の意を示し、それらの闘争を治めるために「色彩戦争対策機関」を設立する。主に能力を用いて人除けの役割を担うが、災害時などにも能力を駆使して被害を減らすらしい。
善知鳥心矢（うとうしんや）
色彩戦争対策機関メンバーその2にして、情報部担当の眼鏡の青年。国家公務員。カナリアを宿す。
情報部全体の指揮を担う人物であり、非常にドライでクールな性格の持ち主。また時間厳守などにこだわり、規則違反には年上だろうと物怖じせず告げる。能力の特性上、仕事以外では能力を行使しないと公言しているが、白碌からは疑われている。カナリアとは非常に息が合っているが、それをヒロに｢気持ち悪いくらい｣と評される。
対策機関の中でも五十嵐老の「戦争思考」を危険視している。
五十嵐五十郎
色彩戦争対策機関メンバーその3にして、実働部隊担当の老人。緋色（ヒロ）を宿している。
小柄だが快活に笑う豪快な人物。ヒロには慕われるという域を超え、忠義を見せられるほどの人物であるほか、年老いてなお戦闘で求められる瞬時の判断を下せる冴えがある。武闘派のヒロを従えるだけでなく、自身もそれなりに腕に覚えがある。第二次世界大戦にも参加していたことを示唆する言動がある。
「戦争思考」と呼ばれる独特の判断基準を持っている。「ドミノ倒しを確実に止めるには、まだ倒れていない個所を必要なだけ抜けばいい」とたとえられる通り、目的のためには人の死を度外視する。そのため、まだ助けられるかもしれない人々を、怪物が中にいるからという理由で街ごと蹂躙している。その姿勢は天晴を怒らせ、仲間である善知鳥からも「危険過ぎる」と評される。
ちなみに御歳98歳、孫が10人、ひ孫が5人存在する。
綾小路アレクシア
色彩戦争対策機関メンバーその4にして、SAIエネルギー研究所所長。アスファルトを宿す。
白衣と相反する長い黒髪の女性。非常にクールであまり周囲に関心のない性格で、自身の相棒であるカラーズの名前を「モルモット」などと間違えるほど。実験・観察・解剖・改造・開発を趣味とし、それらには能力をすべて使い倒すほどの情熱をささげる。職務には忠実で極めて細かい分析を見せるなど、かなりのやり手。喫煙家。
実は色彩戦争対策機関に資金提供している大口出資者の一族出身。
妹様
色彩戦争対策機関メンバー5にして、素性不明の少女。白緑を宿す。
セミロング程度の黒髪に制服と思しき服を着ている、非常に無口な少女。無口なだけでなく気難しく常に不機嫌な表情をしている。手も早く口を開いても攻撃的な物言いが多いが、雷峰のことが嫌いでなかったりする面もある。素性に謎が多いが、犯罪を犯した色彩能力者には大して非常に強い憎悪を持っている。それなりの古参であるかのような描写がみられる。犯罪色彩能力者嫌いからか、その本質を見抜いたからか、景生牛丸確保時に即時抹殺を提案した唯一の人物。
「銀」の部下（仮称）
景生牛丸を脱走させる手引きをした青年色彩能力者。名前・カラーズ名および形状は不明。
どこか飄々とした傍観者じみた物言いの青年で、「銀」には雇われているらしい。景生牛丸の人格の問題に際して予定通りいかなかったことを嘆くと同時に、「パニックムービーは人が巻き込まれるほど面白い」とその状況すら楽しむ発言をしている。
能力の詳細は不明だが、アレクシアに「超能力者の強化型だが、サイコキネシスやテレポートみたいな分かりやすいものではなく、こちらの裏をかくようなワンオフの能力」（意訳）と評されている。実際、相当以上の手練ではある模様。
景生牛丸／B級パニック
多重人格者で色彩能力者で、三千人以上を殺害した特A級危険指定能力者。オックスブラッドを宿す。
ショートカットの中性的な人物だが、一応少女。五千以上の莫大な人格を抱える異常者であり、その多くの人格が後述の能力で他人の肉体を奪うことにしか興味がなく、非常に凶暴。「歯歯歯歯歯歯歯歯歯歯歯」という笑い方や、「イ～ツ ショショーターイム パニックムービィー」などの独特の口癖がある。また、多くの肉体持たぬ人格は鋭い牙が並ぶ口のイメージで描かれる。パニックムービー好きらしく、自らを「日が沈み、闇が広がっていくように、景生牛丸はそういうものであればいい」とし、殺戮の饗宴を楽しむ。また、これらの人格は後述の理由から「青」「青空」に関わるものを嫌悪し、「夜」や「闇」を尊ぶ。
ただし、緊急時の人格は、それらと打って変わり大人しく臆病で、笑顔の愛らしいやや幼い性格をしている。また他の人格と記憶の共有をほとんどしておらず、それ故にこの人格に切り替わると状況を理解出来ない。雷峰と出会い何故か彼に懐く。
七色流星群第三陣が降り注いだ際にカラーズと接触、覚醒した。その際、故郷らしき中部地方の山村を壊滅させている。その後通報を元に出動した色彩戦争対策機関が現場で確保、研究サンプルとして「研究の迷宮」に拘束、実験を受けさせられる。その後、「銀」の手の者の手引きで脱出し、その中で雷峰と会合し彼についていくことになる。
能力「B級パニック」は手で「噛みついた」相手に、五千を超えるうちの人格で相手の精神を食い、新たな人格に相応しい形の怪物へと変貌させるもの。多生物を野取る能力そのものはそれほど珍しいものではないが、分かれた人格からも新たな人格感染が可能であり、それによりネズミ算式に数が増えていく。そのため際限なく規格外と評された。非常に強力だが、多くの人格が「昼」に耐えきれないため、日中および青い空のもとでは最悪死滅してしまうという、致命的な弱点が存在する。この能力は変異型色彩能力者に数えられるらしい。
発火能力者（仮称）
色彩戦争開幕直後に出現したものの一人。元々あった発火能力を磨き上げ、カラーズを手に入れて高まった力がどこまで通じるか、それを確かめるために参加した。他者への配慮はなく力の行使が目的。その性格上、問題ありとして白緑に排除される。宿るカラーズはフレイム。
襲撃者のリーダー（仮称）
王紅玉を襲撃した、「銀」の配下である四人の色彩能力者のリーダー格。冷静な人物で王紅玉からも、その観察眼などを評価されていた。有するカラーズは名称不明で物質を操作する能力を考えられる。紅玉の凝縮剣で両断され、死亡する。
チョウさん（仮称）
顔に入れ墨のあるサラリーマン風の色彩能力者。王紅玉を襲撃した四人の一人で、囮役を担っていた。妖精の様なカラーズを宿し、蝶の様なエネルギー隊を構成して物質や分身を生み出す能力を持つ。唯一紅玉の異常性・凶悪性に気付くも、紅玉に飲まれ暴走し殺害される。
ピーコック
スーツを着た黒人女性の色彩能力者。王紅玉を襲撃した四人の一人で、最も冷静。感覚へのハッキング能力を持つカラーズを従える。天幻孔雀なる技あるいはカラーズを有する。右腕を失い瀕死となるが、襲撃者では唯一生存し「銀」へ報告に向かう。
サルファー
キャップをかぶった青年の姿をする色彩能力者。王紅玉を襲撃した四人の一人であり、転送能力の持ち主。名前の通り、「硫黄」色のカラーズがいると思われるが、詳細不明。転送能力は座標を指定し、何らかの理由から時間を合わせる必要がある模様。ルビーの手で殺害される。
犯罪色彩能力者
雷峰の試験に利用された色彩能力者。第四陣の能力者らしく、力を手に入れ増長し殺人などの犯罪をいくつか犯していたらしい。それを見逃す条件として、半殺しにされた状態で「雷峰の殺害」を指示される。最終的に雷峰の「雷獄火山」で敗北し、瀕死となる。その後とどめを刺す前にビビった雷峰逃亡したことで生死は不明（ただし、白緑の言動を見るに生かして帰すつもりは始めからなかった模様）。
「銀」
色彩戦争対策機関に対抗すると思われる勢力をまとめ上げる、謎起き人物。作中でついぞその姿・セリフが出ることはなかったが、幾人もの協力者が確認されている。

### その他
阿久沢（あくざわ）
不良。かつて自分を倒した天晴に復讐するため、アンネを攫い天晴をリンチにかけるが、スカイブルーの助力もあり、敗れる。懲りずに復讐の機会を狙っていたが、アッシュグレーにより身体をバラバラにされる。
ガンちゃん
本名不明。不良。丸刈り頭と髭が特徴。アンネの舎弟だが、アンネからは先輩と呼ばれる。宇宙味覚弁当を初めて完食した天晴を漢と賞賛する。天晴とアンネが友達になったことを受け、彼に協力している。一番天晴に干渉してくる取り巻きであり、彼が会話をする数少ない人間。
アフロッチ
本名不明。不良。アフロで目が隠れている。ガンちゃん同様アンネの舎弟で、天晴をサポートする。解説役に回ることが多い。アンネの取り巻きの中では比較的冷静で知的。
安曇キヌ
足利総理の秘書にして、「機関6人目のイレギュラー」とまで言われる、優秀な女性。
総理の傍らに控え彼のために尽力する、優秀な美人秘書と、絵に描いたような人材。口数も多くない。機関一般人構成員および色彩戦争を知る協力者たちの代表格。雷峰の応対にも当たるなど、その仕事は多岐に回る模様。

## 用語
カラーズ
人格を有したエネルギー生命体。スカイブルーらの正体であり、かつて地球へ来訪した人類とは全く違う知的生命体が分裂した姿。複数存在し、それぞれが何らかの異なる能力を持つ。全員が色の名前を持っている。普段は宿主の意識の中にある存在だが、有事の際には宿主の身体を操り、また表に出てくることもある。性格・形状共に非常に個性豊かなものが多く、それぞれが色名から連想されるようなある種誇張された性格を持っている。基本的には人型であるが、部分的に異形である個体も多い。
色彩能力者（サイキッカー）
カラーズの宿主となった人間。身体能力、潜在能力、自己治癒能力が飛躍的に上昇する。カラーズと常に感覚を共有しているほか、その力を行使出来るようにもなる。人間離れした存在であるが、脳と心臓を同時に破壊されると死んでしまうなど、絶対無敵の存在ではない。また、彼らが死ぬと同時に宿主としているカラーズも消滅する。手にする能力はここで大きく異なり、能力者に由来するもの、あとから形成されるものなど多種多様。また、ここで「能力に特化する」という特性もある模様。
色彩戦争
カラーズ同士による戦争を意味する。最後に生き残った一人は、世界の王になれるという。本来の目的は「死生観の獲得」であるが、参加することになるカラーズ・色彩能力者の思惑は個々で異なってくる。
宇宙人（仮）
正式名称不明。カラーズ達の本来の姿である、人格を有したエネルギー生命体。何故地球に来訪したのかは不明であるが、人類を観察した中で死生観に興味を持ち、それを手にするためにカラーズとなり、自らも積極的な戦争を行うことにした。現在はカラーズとして分裂しているため、どのような状態にあるのかは不明。
あなたの党
政権与党。発足から10年しかたっていない。党首は足利照光。
色彩戦争対策機関
足利総理が秘密裏に立ちあげた、「色彩戦争の国内被害を最小限に抑える」組織。雷峰曰く「厨二組織」。5名の色彩能力者と無数の一般人から構成されるが、 いずれも優秀な人材で構成されている。ただし、そのためには五十嵐老の様な危険性のある人物まで抱え込むため、日本国民の味方であるものもやや危険。また、思想の違いから天晴からはその在り方に疑問が出されている。